# 泉村 (新潟県北蒲原郡)
泉村（いずみむら）は、かつて新潟県北蒲原郡にあった村。

## 沿革
- 1889年（明治22年）4月1日 - 町村制施行に伴い北蒲原郡上今泉村、関妻新村新田、川口新田、稲荷新村新田、吉田村、野中新村新田、塚田新村新田、下城新村新田、古館新村新田、小島新村新田、和泉新田、奥村新田、砂山新田が合併し、泉村が発足。
- 1901年（明治34年）11月1日 - 北蒲原郡加治村、上舘村、中川村と合併し、加治村を新設して消滅。